# Ghiandola di Meibomio

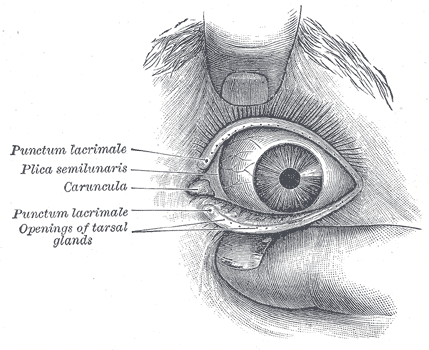
Immagine frontale dell'occhio sinistro, con le palpebre estroflesse per mostrare il canto mediale

La ghiandola di Meibomio, anche detta ghiandola tarsale, è una ghiandola escretoria interna dell'occhio.
Prende nome dal medico tedesco del XVII secolo Heinrich Meibom.

## Anatomia
È situata nella parte tarsale della palpebra superiore ed inferiore. Essa ha la funzione di secernere lo strato lipidico che rappresenta lo strato più esterno del film lacrimale, con funzione di difesa dell'epitelio corneale, di controllo dell'evaporazione dello strato acquoso della lacrima, mantenendo il corretto livello di idratazione della cornea. 
Esse, dato che il loro numero è di oltre 50, sono posizionate in verticale l'una accanto all'altra nelle due palpebre, e riversano il loro secreto lungo la rima palpebrale attraverso dei forellini denominati dotti escretori.

## Patologie
L'ostruzione dei fori di uscita delle ghiandole di Meibomio può comportare l'insorgenza di un calazio, processo cronico granulomatoso. Da non confondere con l'orzaiolo, nel quale ad essere infiammata e ostruita è la ghiandola di Zeis o di Moll, annessa al follicolo ciliare, all'infiammazione consegue l'infezione.